# Brundiniella eumorpha
Brundiniella eumorpha är en tvåvingeart som först beskrevs av James E. Sublette 1964.  Brundiniella eumorpha ingår i släktet Brundiniella och familjen fjädermyggor. Inga underarter finns listade i Catalogue of Life.